# GD 샤베스
GD 샤베스(Grupo Desportivo de Chaves)는 포르투갈 북부 샤베스를 연고지로 하는 축구 클럽이다. 이 팀은 1949년에 창단되었으며, 현재 리가 포르투갈 2에 참가하고 있다.

## 선수 명단

### 현역
참고: FIFA 자격 규정에 따라 소속된 국가대표팀 국기를 표시합니다. 선수는 복수의 FIFA 비회원국 국적을 가지고 있을 수 있습니다.
| 번호 | 포지션 | 국적       | 이름          |
| ---- | ------ | ---------- | ------------- |
| 14   | MF     | 코스타리카 | 로안 윌손     |
| 26   | FW     |            | 알베르토 소로 |

| 번호 | 포지션 | 국적 | 이름 |
| ---- | ------ | ---- | ---- |

## 역대 감독
| 감독               | 임기      |
| ------------------ | --------- |
| 알바루 마갈랑이스  | 1998      |
| 조세 코스타        | 2003      |
| 레오나르두 자르딩  | 2008~2009 |
| 주앙 도밍구스 핀투 | 2013      |
| 루이스 카스트루    | 2017~2018 |

틀:GD 샤베스 선수 명단